# Melliola granulata
Melliola granulata är en insektsart som beskrevs av Schmidt 1920. Melliola granulata ingår i släktet Melliola och familjen dvärgstritar. Inga underarter finns listade i Catalogue of Life.